# 普萊森特西特 (阿拉巴馬州)
普萊森特西特（英語：Pleasant Site）是一個位於美國阿拉巴馬州富蘭克林縣的非建制地區。該地的面積和人口皆未知。

## 地理
普萊森特西特的座標為34°32′31″N 88°03′55″W / 34.54194°N 88.06527°W，而該地最高點為海拔高度157米（即515英尺）。